# Patrick Groc
Patrick Groc (ur. 6 września 1960 w Neuilly-sur-Seine) – francuski szermierz, florecista, brązowy medalista olimpijski i dwukrotny medalista mistrzostw świata.
Na igrzyskach olimpijskich w Los Angeles w 1984 roku reprezentacja Francji w składzie: Frédéric Pietruszka, Pascal Jolyot, Patrick Groc, Philippe Omnès i Marc Cerboni zdobyła drużynowo brązowy medal. W zawodach indywidualnych nie startował. Na rozgrywanych cztery lata później igrzyskach olimpijskich w Seulu był szósty drużynowo i czterdziesty indywidualnie. Brał również udział w igrzyskach olimpijskich w Barcelonie w 1992 roku, zajmując 7. miejsce w zawodach drużynowych i 22. w indywidualnych.
Podczas mistrzostw świata w Rzymie w 1982 roku wspólnie z Didierem Flamentem, Pascalem Jolyotem, Frédérikiem Pietruszką i Philippe'em Omnèsem zdobył srebrny medal w zawodach drużynowych. Wynik ten Francuzi z Grocem w składzie powtórzyli na mistrzostwach świata w Lozannie w 1987 roku.